# Fyé
Fyé – miejscowość i gmina we Francji, w regionie Kraj Loary, w departamencie Sarthe.
Według danych na rok 1990 gminę zamieszkiwały 802 osoby, a gęstość zaludnienia wynosiła 49 osób/km² (wśród 1504 gmin Kraju Loary, Fyé plasuje się na 672. miejscu pod względem liczby ludności, natomiast pod względem powierzchni na miejscu 719.).